# Delphinium hesperium
Delphinium hesperium là một loài thực vật có hoa trong họ Mao lương. Loài này được A.Gray mô tả khoa học đầu tiên năm 1887.